# VL Sääski
VL Sääski II là một loại máy bay được thiết kế và chế tạo tại Phần Lan. Do State Aircraft Factory (Valtion lentokonetehdas) (viết tắt là V.L. hoặc VL) chế tạo. Đây là loại thủy phi cơ huấn luyện một động cơ.

## Quốc gia sử dụng
Phần Lan
- Không quân Phần Lan
- Biên phòng Phần Lan

## Tính năng kỹ chiến thuật (VL Sääski)

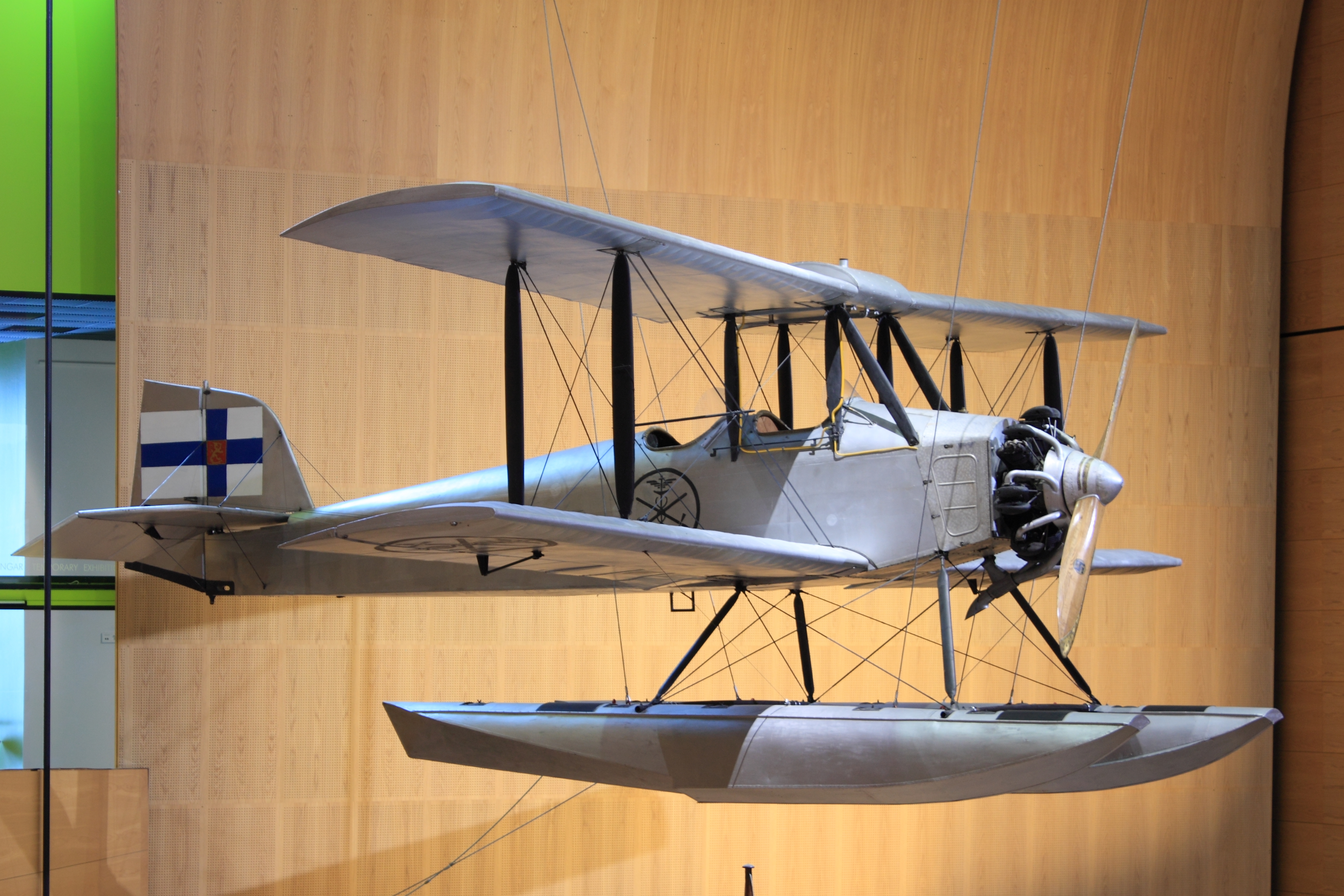
Sääski II LK-1 tại Trung tâm hàng hải Vellamo ở Kotka, Phần Lan

### Đặc điểm riêng
- Tổ lái: 2
- Chiều dài: 7,4 m (24 ft 3 in)
- Sải cánh: 9,9 m (32 ft 6 in)
- Chiều cao: 2,4 m (7 ft 10 in)
- Diện tích cánh: 24 m² (258 ft²)
- Trọng lượng rỗng: 609 kg (1.342 lb)
- Trọng lượng cất cánh tối đa: 913 kg (2.013 lb)
- Động cơ: 1 × Siemens-Halske Sh 12, 90 kW (120 hp)

### Hiệu suất bay
- Vận tốc cực đại: 145 km/h (90 mi/h)
- Trần bay: 4.500 m (14.760 ft)
- Vận tốc lên cao: 2,3 m/s (450 ft/phút)